# Nati nel 1240
| Questa pagina contiene informazioni ricavate automaticamente dalle voci biografiche con l'ausilio del template Bio e di un bot. L'aggiornamento è periodico e automatico e ricostruisce completamente la pagina. Se manca una persona in questa lista, sei pregato di non aggiungerla, ma accertati piuttosto che la sua voce biografica contenga il template Bio e che i dati anagrafici siano correttamente compilati. Se il template Bio manca, inseriscilo tu stesso o, in alternativa, metti l'avviso {{tmp\|Bio}} che ne segnala la mancanza. Se i dati riportati sono sbagliati, correggi direttamente la voce biografica; le modifiche saranno visibili in questa lista entro pochi giorni. Per chiarimenti vedi il progetto biografie. La lista contiene solo le 27 persone che sono citate nell'enciclopedia e per le quali è stato implementato correttamente il template Bio. Pagina aggiornata al 10 ago 2025. |

- 5 settembre - Cimabue, pittore italiano († 1302)
- 29 settembre - Margherita d'Inghilterra, regina († 1275)
- Spagnolo Abati, giurista italiano († 1292)
- Abramo Abulafia, filosofo e mistico spagnolo
- Adenet le Roi, poeta e scrittore francese († 1300)
- Alberto II di Meißen, nobile tedesco († 1314)
- Alberto degli Abati, religioso italiano († 1307)
- Andrea da Segni, religioso italiano († 1302)
- Andronico II di Trebisonda († 1266)
- Papa Benedetto XI, papa, vescovo cattolico e cardinale italiano († 1304)
- Costanza d'Aragona, principessa († 1269)
- Dovmont di Pskov, russo († 1299)
- Elisabetta la Cumana, regina ungherese († 1290)
- Yunus Emre, poeta turco († 1320)
- Guglielmo VII del Monferrato, sovrano italiano († 1292)
- Margherita di Navarra, principessa († 1306)
- Matteo d'Acquasparta, cardinale, teologo e filosofo italiano († 1302)
- Simone VI di Montfort, nobile inglese († 1271)
- Niceforo I d'Epiro († 1296)
- Agostino Novello, religioso italiano († 1309)
- Giovanni Pelingotto, religioso italiano († 1304)
- Umberto I del Viennois, nobile († 1307)
- Ugo di Brienne, conte († 1296)
- Cervotto d'Accursio, giurista italiano († 1287)
- Margherita d'Oingt, mistica, monaca cristiana e scrittrice francese († 1310)
- Arnaldo da Villanova, medico, alchimista e scrittore spagnolo
- Moses ibn Tibbon, medico, scrittore e traduttore francese († 1283)